# Гомосексуальність і релігія
У даній статті розглядається ставлення різних релігій до гомосексуальності.

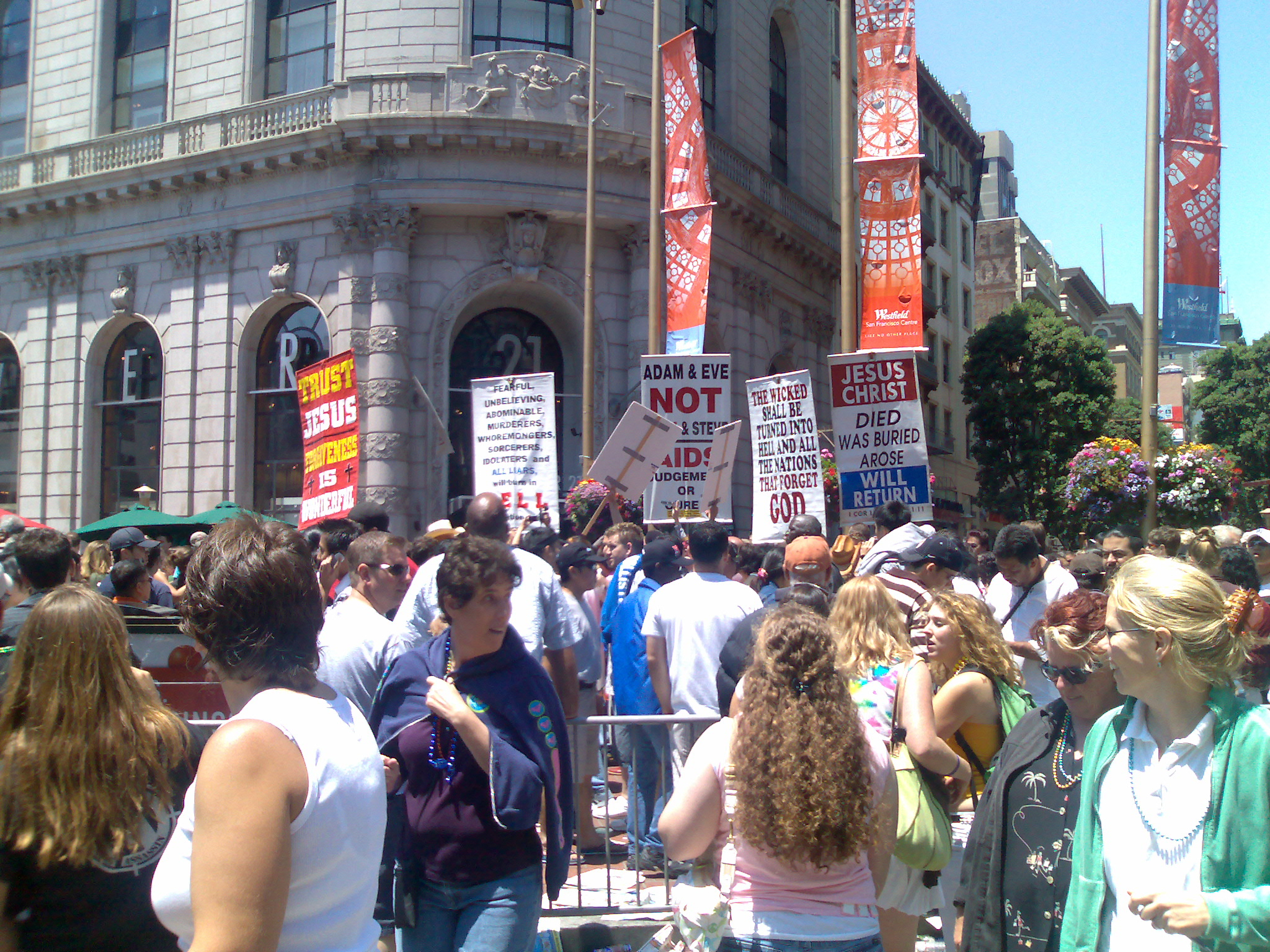
Консервативні християнські протестуючі на прайд-параді в Сан-Франциско в грудні 2006 року

Гомосексуальні стосунки  розглядаються як гріх у традиційних конфесіях юдаїзму, християнства й ісламу. У другій половині XIX століття, паралельно зі змінами суспільної свідомості, почав відбуватися ліберальний перегляд ставлення до гомосексуальності серед юдеїв і християн. В даний час деяка частина християнських церков і напрямів в юдаїзмі (а також незначна частина рухів в ліберальному ісламі) відмовилися від традиційного погляду на гомосексуальність. У класичному буддизмі гомосексуальність визначається як неправильна сексуальна поведінка.

## Точка зору за конфесіями

### Християнство

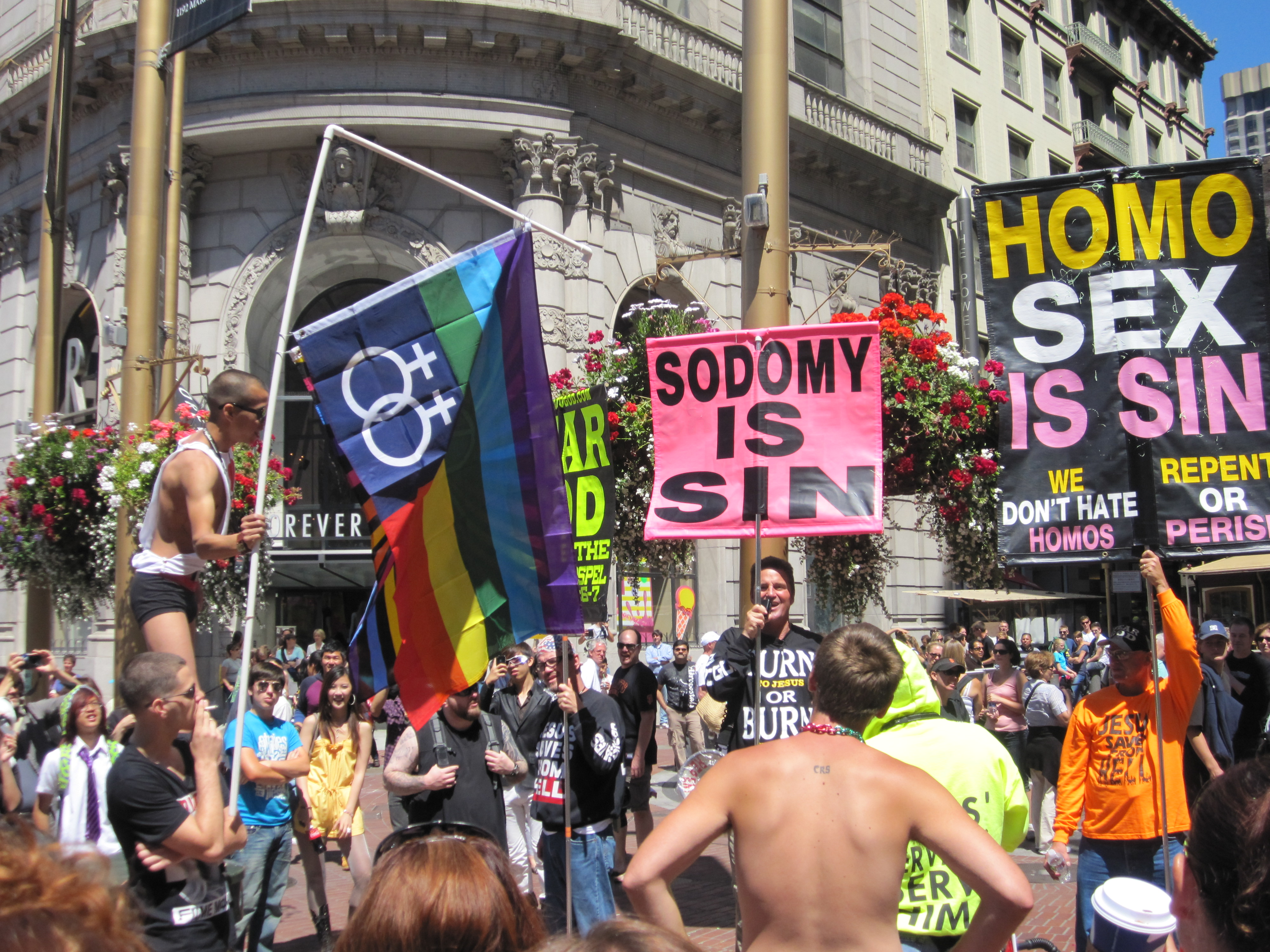
Релігійний протест проти гомосексуальності у Сан-Франциско

Протягом практично всієї християнської історії гомосексуальні відносини розглядалися в християнстві як гріх, а його причина (як взагалі причина будь-якого гріха) пояснювалася пошкодженням людської природи і її схильністю до гріха після гріхопадіння. Такий погляд на гомосексуальні відносини міститься в офіційній позиції Католицької Церкви , Православних помісних  та Давньосхідних Церков і більшості Протестантських церков. В православ'ї  і особливо католицтві наявні богослови, які оскаржують офіційне церковне засудження гомосексуальних відносин.
В даний час серед протестантських конфесій немає колишньої єдності в поглядах на питання гомосексуальної поведінки і гомосексуальних вподобань. Більшість Протестантських церков, в тому числі Церква адвентистів сьомого дня, більшість Баптистських, Методистських, і п'ятидесятницьких церков)  дотримуються традиційного для християнства погляду на гомосексуальну поведінку як на один із проявів гріховності людської природи. Деякі протестантські релігійні організації в Західній Європі, Північній Америці та Океанії заявили про невизнання гомосексуальної поведінки гріховною.
Релігійними об'єднаннями, які не визнають гомосексуальні відносини гріховними, є: Церква Швеції , Церква Данії, Церква Ісландії, Протестантська церква Нідерландів, Євангелічна церква Німеччини, Об’єднана церква Канади, Єпископальна церква США, Євангелічна лютеранська церква Америки, Об’єднана Церква Христа, Метропольна общинна церква, більшість старокатолицьких і лютеранських церков і ліберальні квакери. Існують також такі окремі церкви серед баптистів, п'ятидесятників та в інших конфесіях.

### Іслам

Незаконність одностатевих стосунків:
Смертна кара за гомосексуальність Відповідно до Міжнародної асоціації лесбійок, геїв, бісексуалів, трансгендерів та інтерсексуалів 7 країн дотепер зберігають смертну кару за гомосексуальні відносини: Саудівська Аравія, Ємен, Іран, Афганістан, Мавританія, Судан, та північна Нігерія.

Гомосексуальність в ісламі, у відповідності до соборної думки богословів, є забороненою. Підставою для подібного рішення є притча Корану про народ Лута (Содом і Гоморра), представники якого розгнівали Аллаха тим, що вони використовували в пристрасті чоловіків замість жінок (Коран  7 : 81). Разом з тим, в ісламі відсутня цілісна концепція гомосексуальності, що включає в себе не тільки мужолозтво, але і платонічні відносини. Гомосексуальність зазвичай розглядається у вигляді окремих її проявів. Перш за все, безумовно забороненим в ісламі є анальний секс, незалежно від того яку природу він має гомо- або гетеросексуальну..
Деякі послідовники ліберальних рухів в ісламі виступають за перегляд традиційних уявлень і відстоюють сучасне прочитання Корану, включаючи відношення до гомосексуальності. Вони вважають, що гомосексуальність не повинна розглядатися як гріх, виступають проти юридичного переслідування гомосексуалів, а також за їх дестигматизацію в ісламській хамартіології і в суспільстві в цілому. Згідно з їхніми уявленнями, можливо бути істинними мусульманами і водночас залишатися геями або лесбійками .

### Юдаїзм
Тема гомосексуальності в юдаїзмі бере свій початок з біблійної книги Левіт, яка загрожує стратою чоловікові, який «ляже з чоловіком як з жінкою». Сама тяжкість пропонованого Торою покарання може відображати серйозність, з якою одностатеві відносини сприймалися в біблійні часи. Книжники Талмуда постановили, що з руйнуванням Храму (в 70 році н. е.) Синедріон втратив право засуджувати до смертної кари.
Історично переважною точкою зору серед прихильників юдаїзму було сприйняття гомосексуальних контактів як гріховних. Традиційно текст Тори тлумачився як заборона на будь-яку гомосексуальну статеву активність. Однак ця точка зору останнім часом стала піддаватися сумніву в багатьох «модернізованих» течіях юдаїзму (наприклад, реформістський юдаїзм, реконструктивістський юдаїзм і консервативний юдаїзм, хоча в останньому разі не дозволяється анальний секс).

### Індуїзм
Сприйняття гомосексуальних людей в індуїзмі не є однозначним. Все залежить від священних писань : деякі з них розглядають гомосексуальність як природне та радісне явище,
інші індуїстські закони виступають проти гомосексуальності. Деякі дхарма-шастри містять досить суворі покарання за мужолозтво: вигнання з касти (наприклад, «Закони Ману») .
У 2009 році, після декриміналізації гомосексуальних відносин в Індії, Індуїстський рада Великої Британії виступила із заявою, що «індуїзм не засуджує гомосексуальність».

### Буддизм
У класичних положеннях буддизму гомосексуальність визначається як неправильна сексуальна поведінка.
Далай-лама Тендзін Гьяцо, який неодноразово торкався цього питання в своїх книгах та інтерв'ю, повністю підтримує традиційну оцінку гомосексуального сексу, дотримуючись того погляду, згідно з яким будь-які типи сексуального сполучення, відмінні від природного порядку «пеніс-вагіна», будь то анальний, оральний секс або ж мастурбація, ведуть до несприятливих наслідків: 
 «Навіть якщо ви робите це з власною дружиною, через її рот або будь інший отвір, це — неблага сексуальна поведінка. Використовувати при цьому власну руку — теж буде невірною сексуальною поведінкою».
Гомосексуальні відносини історично були притаманні буддійським культурам Японії і Китаю (про що свідчать, зокрема, християнські місіонери). Сучасні буддійські вчителі, як правило, закликають до терпимості і толерантності щодо гомосексуалів. Ряд вчителів підтримує допустимість одностатевих відносин для мирян-гомосексуалів.
Відомий американський буддолог Олександр Берзін вважає, що стародавні тексти тибетського буддизму, які засуджують гомосексуальні відносини, написані з точки зору гетеросексуалів і застосовувати їх до гомосексуалів (для яких одностатеві акти є єдиною формою сексуальної активності), неправильно. Він також посилається на думку Далай-лами XIV, який піднімає питання перегляду таких текстів з урахуванням сучасних знань.

## Регіональні відмінності

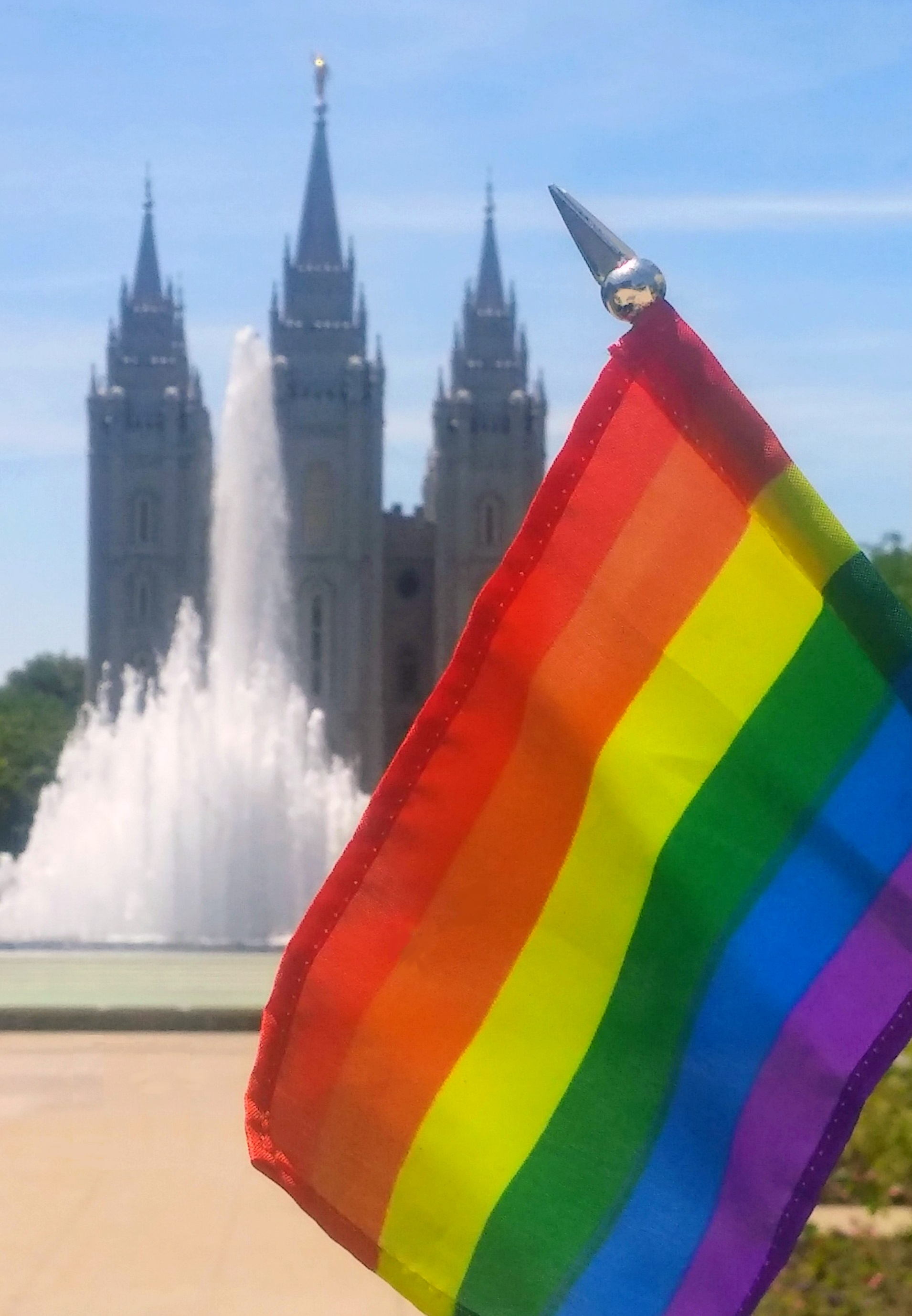
Прапор ЛГБТ перед знаменитим храмом мормонів у Солт-Лейк-Сіті

Ставлення до гомосексуальності серед віруючих в різних країнах може бути дуже різним. Найбільш інтенсивні соціологічні дослідження в цій області проводяться в США, де останніми роками відбуваються бурхливі дискусії з приводу ставлення до гомосексуальності і, зокрема, з приводу можливості або неприпустимості одностатевих шлюбів.
Далі представлені результати дослідження думок представників різних релігійних конфесій США 2007 року . Дослідження проводилося Дослідницьким центром П'ю. Учасникам опитування ставилося запитання: «Яке твердження найкраще відповідає вашій особистій точці зору?»
- «Так» — Спосіб життя гомосексуалів повинен бути прийнятий суспільством.
- «Ні» — Спосіб життя гомосексуалів бентежить (його слід уникати).
- Інше — Ані те, ані інше / Все разом / Спонтанні відповіді поза пропонованими варіантами.
- Н. В. — Немає відповіді / «Не знаю».
- Доля — Доля населення релігійної традиції (немає в зазначеному джерелі www.america.gov)

| Конфесії                        | Так | Ні | Інше | Н. В. | Сума | Доля |
| ------------------------------- | --- | -- | ---- | ----- | ---- | ---- |
| Сумарно                         | 50  | 40 | 5    | 5     | 100  | 99,2 |
| Євангельські християни          | 26  | 64 | 5    | 5     | 100  | 26,3 |
| Протестантський мейнстрим (США) | 56  | 34 | 6    | 5     | 100  | 18,1 |
| Церкви чорношкірих              | 39  | 46 | 6    | 8     | 100  | 6,9  |
| Католицизм                      | 58  | 30 | 5    | 7     | 100  | 23,9 |
| Мормонізм                       | 24  | 68 | 5    | 3     | 100  | 1,7  |
| Православ’я                     | 48  | 37 | 7    | 8     | 100  | 0,6  |
| Свідки Єгови                    | 12  | 76 | 6    | 5     | 100  | 0,7  |
| Інші християни                  | 69  | 20 | 6    | 5     | 100  | 0,3  |
| Юдаїзм                          | 79  | 15 | 3    | 3     | 100  | 1,7  |
| Іслам                           | 27  | 61 | 5    | 7     | 100  | 0,6  |
| Буддизм                         | 82  | 12 | 2    | 4     | 100  | 0,7  |
| Індуїзм                         | 48  | 37 | 3    | 11    | 100  | 0,4  |
| Інші конфесії                   | 84  | 8  | 4    | 3     | 100  | 1,2  |
| Поза конфесіями                 | 71  | 20 | 5    | 5     | 100  | 16,1 |